# 1813 (книга)
«1813» — збірка творів у жанрі фантастики 2017 року Володимира Садовського, білоруського письменника. Окрім однойменної повісті про зомбі, книга містить ще п'ять оповідань — «Забий це!», «Звичай», «Як у старі добрі часи», «У мене немає почуттів, але я мушу кохати» та «Нічний постоялець».

## Зміст
- «1813» (2017)
- «Забий це!» (біл. «Забі гэта!»; 2011)
- «Звичай» (біл. «Звычай»; 2011)
- «Як у старі добрі часи» (біл. Як у старыя добрыя часіны; 2017)
- «У мене немає почуттів, але я мушу кохати» (біл. «У мяне няма пачуццяў, але я павінен кахаць»; 2015)
- «Нічний постоялець» (біл. «Начны пастаялец»; 2017)

## Синопсис
Дія повісті «1813» відбувається 1813 року в останні дні зими. У зруйноване французько-російською війною містечко на околиці Мінської губернії навідується гість зі столиці. Міхал Клеофас Огінський — дипломат, композитор, а тепер сенатор Російської імперії — приїжджає погостювати до свого дядька у фамільний замок біля Молодечна. З настанням відлиги на околицях містечка починають відбуватися незрозумілі речі: убиті солдати повстають з поля минулої битви та нападають на жителів. Скоро замок Огінських опиняється в облозі ходячих мерців. Міхалу Клеофасу не залишається нічого іншого, як знову взяти в руки зброю і битися за свободу рідного краю. Тільки цього разу ворогом будуть не живі люди, а повсталі чудовиська.

## Нагороди
- У 2017 році повість «1813» потрапила до короткого списку премії Єжи Ґедройця.[1]
- Книга також увійшла до трійки фіналістів премії «Дебют-2017» у номінації «Проза».[2]